# Via Lincoln
La via Lincoln (nota come via degli Orti o Stradone di Sant'Antonino durante il periodo del Regno di Sicilia) è uno dei principali assi viari della città di Palermo. Il tragitto, che si estende sulla larga via, è sempre dritto e non curva. La via si estende dalla Stazione Centrale, fino al lungomare, e dunque sul prato del Foro Italico.

## Storia
L'asse si trova in uno dei 4 dei più antichi quartieri o mandamenti della città: La Kalsa. Venne aperta tra il finire del XVII secolo e gli inizi del XVIII secolo, quando ancora, pur trovandosi in una delle aree più antiche della città, rappresentava solo un asse periferico dato che si trovava fuori le mura, e dunque prima dell'allargamento urbano del capoluogo. Veniva perlopiù usata dagli aristocratici, per le loro passeggiate.
La strada prese il nome attuale dopo il 1865 in onore del presidente statunitense Abramo Lincoln.

## Oggi
La via delimita il confine del centro storico, e su di essa si affacciano alcuni Monumenti di Palermo. La strada fu scelta in epoca passata dalle grandi famiglie nobili di Palermo per la costruzione di lussuosi palazzi, tra i più famosi il Palazzo Jung, fatto costruire dall'omonima famiglia di ricchi imprenditori. A differenza delle altre principali vie cittadine, la via è immersa nel più grande complesso di giardini pubblici della città. Nel percorso su uno dei lati della via, al di là dei muri si scorgono le grandi fronde dei Ficus dell'orto botanico di Palermo, che possiede il suo principale ingresso proprio su questa via. Si incrocia poi, poco prima del termine della via, una delle tre aperture dell'aristocratica e labirintica Villa Giulia terminata nel 1777. La villa confina con l'orto botanico, e continua la striscia di verde, che costeggia un lato della via. Alle spalle dell'asse, dietro i palazzi che si affacciano su essa, si trovano alcune tra le più importanti chiese di Palermo: La Magione, la chiesa dello Spasimo e la barocca Santa Teresa alla Kalsa.

### La Chinatown palermitana
In forte crescita negli ultimi anni è la presenza cinese nel capoluogo, soprattutto concentrata nella Piazza Giulio Cesare della Stazione Centrale. In particolare all'ingresso di questa via si sta sviluppando una piccola Chinatown, dove i cinesi sono stati in grado di allestire un centro commerciale naturale di piccole dimensioni, con un accordo commerciale internazionale tra la Cina e il comune di Palermo.